# Vojkovice (ort i Tjeckien, Karlovy Vary)
Vojkovice är en ort i Tjeckien.   Den ligger i regionen Karlovy Vary, i den västra delen av landet, 100 km väster om huvudstaden Prag. Vojkovice ligger 336 meter över havet och antalet invånare är 586.
Terrängen runt Vojkovice är huvudsakligen kuperad, men åt sydväst är den platt. Vojkovice ligger nere i en dal.  Trakten runt Vojkovice är nära nog obefolkad, med mindre än två invånare per kvadratkilometer. Närmaste större samhälle är Karlovy Vary, 12,9 km sydväst om Vojkovice. I omgivningarna runt Vojkovice växer i huvudsak blandskog.